# Alexander Alexandrowitsch Nikolajew
Alexander Nikolajew (* 22. Augustjul. / 4. September 1903greg. in Charkow; † 1980) war ein sowjetischer klassischer Pianist, Musikpädagoge und Musikwissenschaftler. Er war der Vater des russischen Komponisten Alexej Nikolajew.

## Leben und Werk
Nikolajew stammte aus dem ukrainischen Charkow. Er absolvierte eine Klavierausbildung bei Grigori Ginsburg am Moskauer Konservatorium, die er 1934 abschloss. Daraufhin unterzog er sich Aufbaustudien bei Grigori Kogan in Geschichte und Theorie des Klavierspiels.
Ab 1937 lehrte er selbst am Moskauer Konservatorium. Er leitete dort das Institut für Geschichte und Theorie des Klaviers. Bekannt wurde Alexander Nikolajew als maßgeblicher Herausgeber der Russischen Klavierschule. Er veröffentlichte zahlreiche Essays und Aufsätze zu klaviergeschichtlichen, pädagogischen und ästhetischen Themen.